# Estolomimus transversus
Estolomimus transversus là một loài bọ cánh cứng trong họ Cerambycidae.